# Lübecker Bibel (1494)

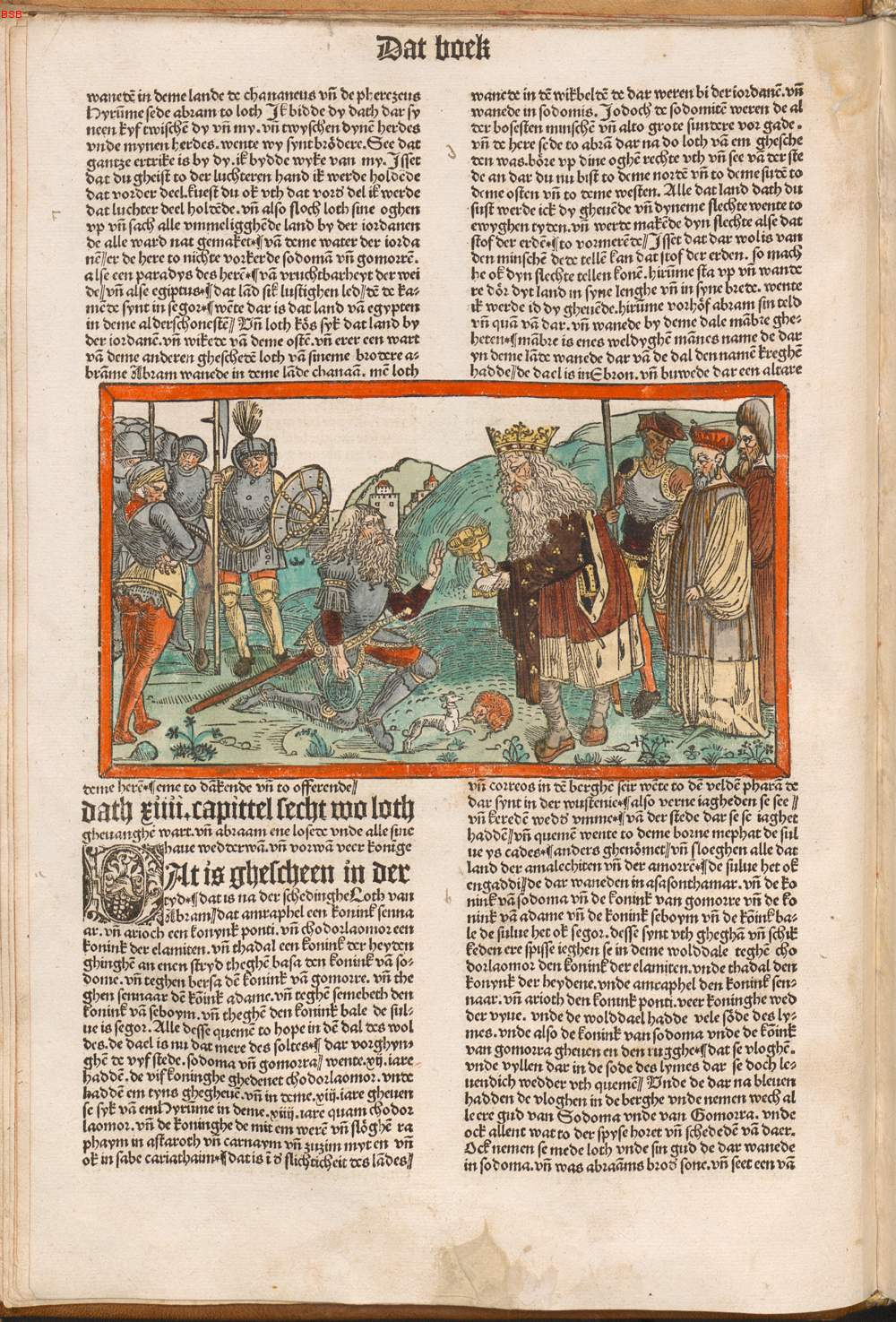
Genesis 13 mit Holzschnitt vom A-Meister

Die Lübecker Bibel ist eine 1494 von Steffen Arndes in Lübeck gedruckte mittelniederdeutsche Ausgabe einer glossierten Bibel. Die Übersetzung folgt der Vulgata. In ihrer Sprach-, Druck- und Illustrationsqualität nimmt die Lübecker Bibel eine Sonderstellung unter den vorlutherischen deutschen Bibeln ein. Sie gilt als „die bedeutendste volkssprachliche Bibel vor der Reformation“ und darüber hinaus als „eines der hervorragendsten Zeugnisse“ der literarischen Gattung des spätmittelalterlichen Erbauungsbuches.

## Text
Unter den 18 vorlutherischen Bibeln in deutscher Sprache ist die Lübecker Bibel die dritte von vier erschienenen mittelniederdeutschen Bibeln. Die anderen sind die beiden Kölner Bibeln (um 1478) und die Halberstädter Bibel von 1522. Sie war als volkssprachliche Bibel für den gesamten mittelniederdeutschen Sprachraum, der sich weitgehend mit dem Handelsgebiet der Hanse deckte, gedacht.
Inhaltlich hat die Lübecker Bibel weitgehend die nordniedersächsische (unde) Ausgabe der Kölner Bibel zum Vorbild, die auch die Glossen des Nikolaus von Lyra enthält sowie Vorbilder für vier Holzschnitte, die im Neuen Testament der Lübecker Bibel zu sehen sind. Der Bearbeiter hat jedoch in weiten Teilen eine höchst eigenständige Übersetzungs- und Kompilationsarbeit geleistet. Das unterscheidet die mittelniederdeutschen Ausgaben von den 14 vorlutherischen (mittel)hochdeutschen Bibeldrucken, die im Wesentlichen alle auf einer Übersetzung, der Mentelin-Bibel von 1466, beruhen.
Die Lübecker Bibel enthält ausführliche Titel und Glossen, die größtenteils auf die Postilla litteralis des Nikolaus von Lyra, aber auch auf die Glossa ordinaria und andere Kommentare wie etwa denen von Hugo von St. Viktor zurückgreifen. In den Büchern Genesis bis 2. Samuel 7 sowie im Hohenlied und den außerkanonischen Büchern 3. und 4. Esra zeigt sich eine besonders einheitliche Wortwahl und eine eigenständige Übersetzungs- und Glossierungsleistung.

### Bearbeiter
Seit den Forschungen von Olaf Schwencke ist unbestritten, dass der Bearbeiter einem Kreis von spätmittelalterlichen Erbauungschriftstellern zuzurechnen ist, deren geistig-geistlicher Mittelpunkt im franziskanischen Katharinenkloster und in der Devotio moderna lag und deren Veröffentlichungen vor allem in der Mohnkopf-Druckerei des Hans van Ghetelen gedruckt und verlegt wurden. Schwencke vermutet, dass hinter dem Bearbeiter der Kustos der Lübecker Franziskaner-Kustodie Nikolaus Bucholt steht.

## Illustrationen

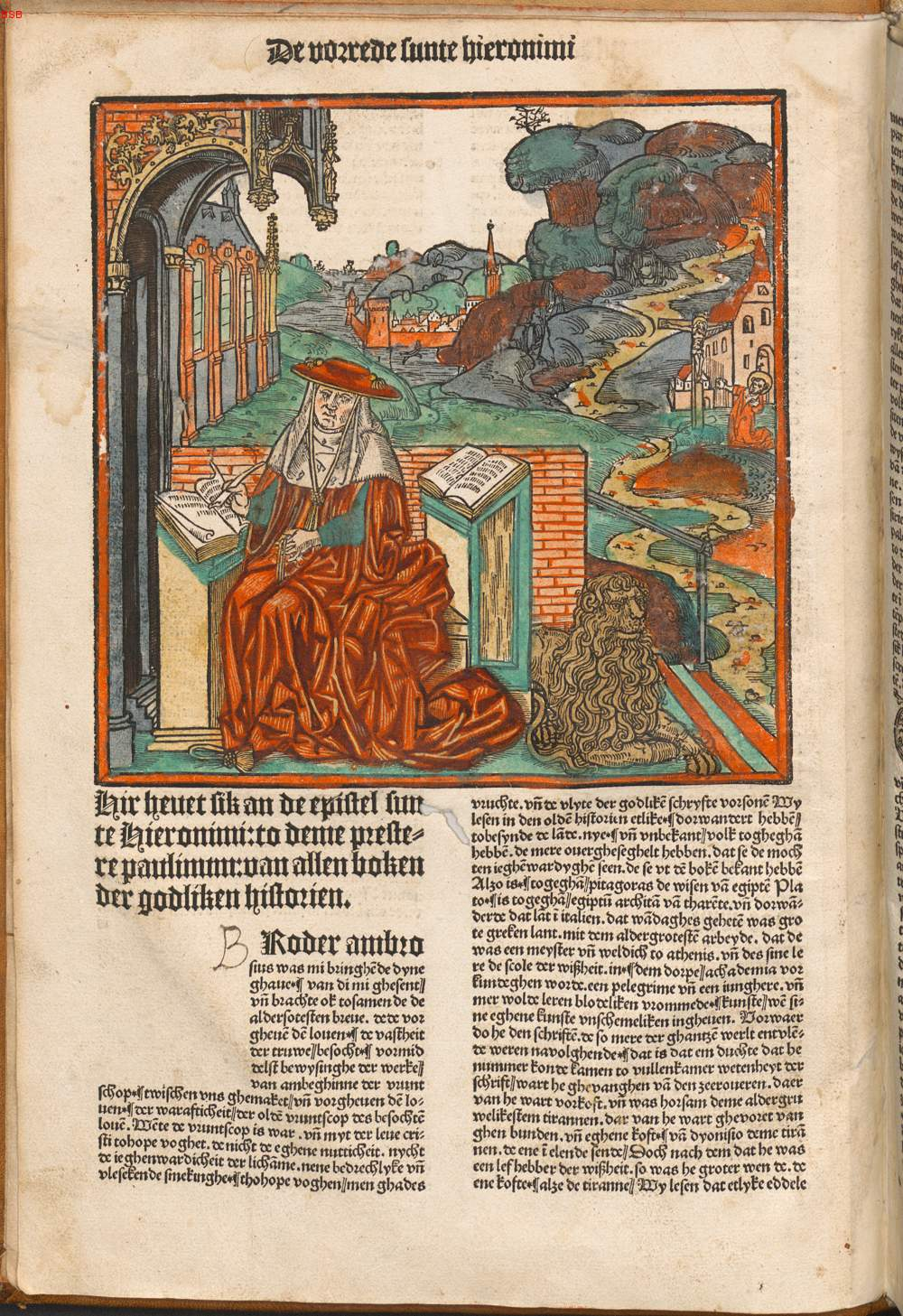
Vorwort des Hieronymus mit Holzschnitt vom B-Meister

Die Lübecker Bibel besticht nicht nur durch den ausführlichen Kommentar und das sorgfältige Druckbild, sondern ist besonders auch durch ihre Illustrationen berühmt. 152 Holzschnitte und Initialen sind kunstvoll in den Text eingebunden.
Gegenüber dem Vorbild, der Kölner Bibel von 1478, sind sechs Darstellungen neu und 20 wurden nicht übernommen. Die Illustrationen beschränken sich vornehmlich auf das Alte Testament; im Neuen Testament findet man bis auf wiederholte Darstellungen der Evangelisten sowie des Heiligen Hieronymus kaum Abbildungen. Im Psalter fallen vor allem die kunstvollen, ebenfalls gedruckten Initialen ins Auge. Sämtliche Illustrationen sind nur in einzelnen Exemplaren koloriert.
Nachdem eine Zeitlang vereinzelt Bernt Notke als Urheber der Illustrationen angesehen wurde, unterscheidet man seit den Forschungen von Axel L. Romdahl zwei verschiedene, namenlose Künstler, von ihm kurz A-Meister und B-Meister genannt. Der A-Meister, oft auch allein als Meister der Lübecker Bibel bezeichnet, war auch an Des Dodes Dantz aus der Mohnkopfoffizin des Hans van Ghetelen beteiligt. Ihm werden 47 Zeichnungen zugeschrieben (4–39, 41, 42, 44–55); er arbeitete vermutlich in den Jahren 1489–1492 an der Lübecker Bibel. Der B-Meister war bereits zuvor von Steffen Arndes mit den 200 Holzschnitten für das von ihm gedruckte Passional (1492) beauftragt worden. Aus ungeklärten Gründen löste er, der „deutlich schwächere“, den A-Meister dann ab.
Beide Meister verstanden sich auf den Einsatz von Licht und Schatten zur Erzeugung von Räumlichkeit und Perspektive; beim A-Meister findet sich jedoch insgesamt eine etwas freiere Gestaltung. Max Hasse stellte die heute meist akzeptierte These auf, dass dieser Meister aus dem flandrisch-burgundischen Kulturkreis stammte, seine Ausbildung am Hofe des Königs Rene von Anjou als Miniaturmaler erhielt und nur kurz in Lübeck tätig war. Für den B-Meister vermutete Johnny Roosval, es sei Heinrich Wylsynck gewesen; Max Hasse sieht hingegen eine Nähe zum Maler des Schlutuper (Sippen-)Altars.

## Druck

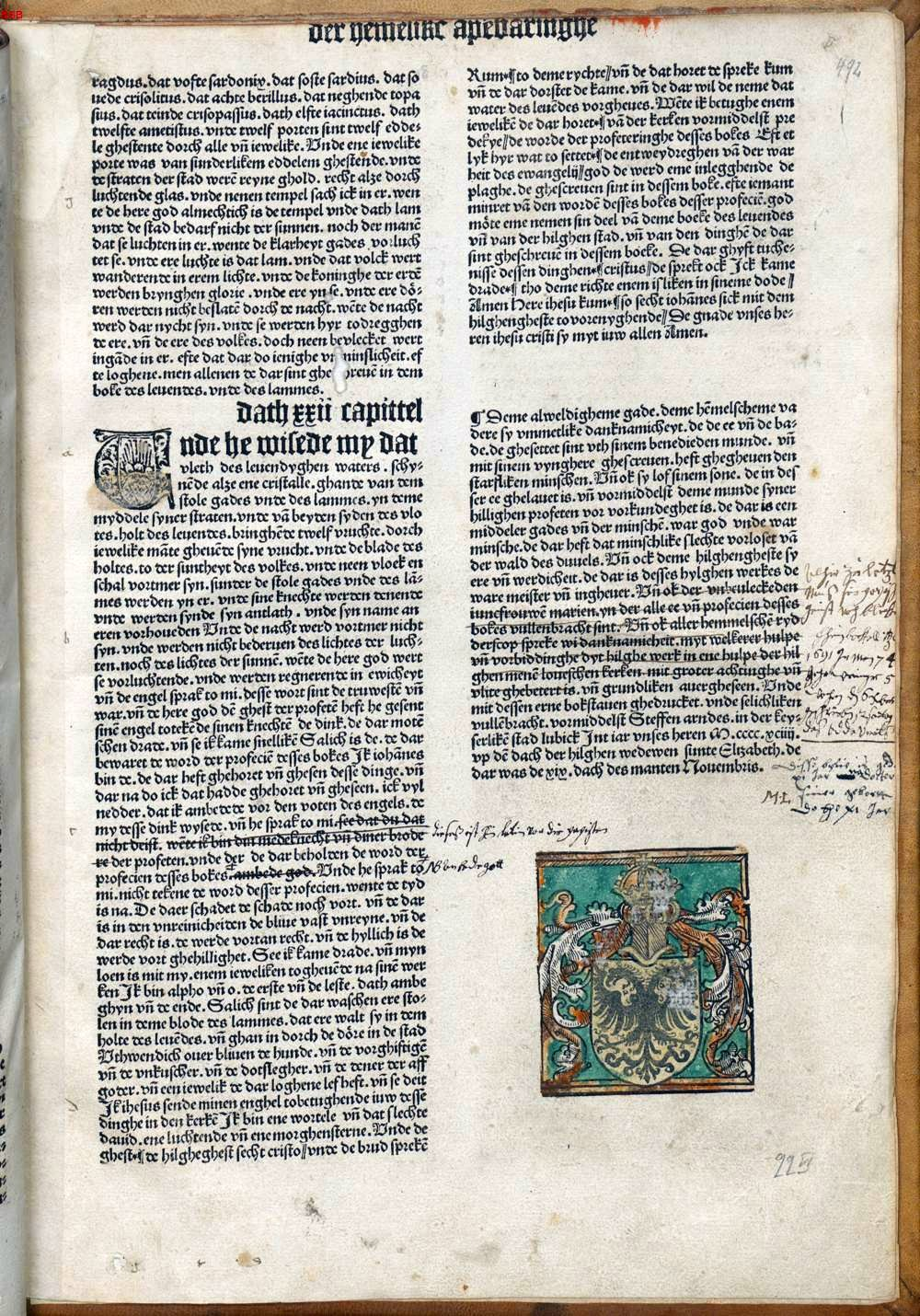
Letzte Seite, mit Druckvermerk

Der Druck wurde von Steffen Arndes durchgeführt, man hat ihn auch lange für den Bearbeiter selbst gehalten. Arndes besaß, seitdem er um 1490 aus Schleswig zurückgekehrt war, an der Ecke Königstraße/Fleischhauerstraße eine Werkstatt. Es war eine von fünf zu dem Zeitpunkt in Lübeck vorhandenen Druckereien, die die Stadt zum Zentrum von Buchdruck und Buchvertrieb im Ostseeraum machten. Sein Bibeldruck stellt sicherlich den Höhepunkt der Lübecker Buchkunst in der frühen Neuzeit dar. An Schriften gebraucht Arndes in der Lübecker Bibel für die Überschriften eine gotische Type (ca. 22 Punkt) und für den Text eine Schwabacher Type (ca. 12 Punkt), die von der oberrheinischen Kursive abgeleitet ist. Ornamentaler Initialschmuck in Tradition der spätgotischen Ornamentik hebt die einzelnen Textabschnitte voneinander ab. Der Druck hat keine gedruckte Blattzählung, zur Orientierung dienen die Kolumnentitel in gotischer Textura, sie geben den Namen des entsprechenden biblischen Buches an. Nach Auskunft des Kolophons war der Druck am Tag der Heiligen Elisabeth von Thüringen, dem 19. November 1494, vollendet.